# Chordáci (Retimno)
Chordáci (em grego: Χωρδάκιον; romaniz.: Chordákion) é uma vila cretense da unidade regional de Retimno, no município de Amári, na unidade municipal de Sivrítos. Está localizada a 43 km da cidade de Retimno. Próxima a ela estão as vilas de Áno Méros e Ágios Ioánnis. Segundo o censo de 2011, têm 9 habitantes.
Em suas proximidades há uma igreja bizantina dedicada a Panágia, decorada com rosetas e afrescos. No contexto da Revolução de 1821, muitos monastérios do vale ajudaram os revolucionários a lutarem contra o domínio turco, no entanto, um exército turco proveniente da planície de Messara invadiu o vale Amári e destruiu aldeias, claustros e monastérios. Na madrugada de 22 de agosto de 1944, Chordáci, assim como as outras vilas de Amári localizadas no sopé do monte Cédros sofreram o conhecido holocausto de Cédros, um massacre simultâneo dos habitantes dos vilarejos locais arquitetado pelos alemães.